# Olgierd Dudek
Olgierd Dudek (ur. w Częstochowie) – polski pisarz. 

## Życiorys
Dudek urodził się, wychował i mieszka w Częstochowie. Jest absolwentem Politechniki Częstochowskiej. Nie jest zawodowo związany z pisarstwem.
Pierwszy jego tekst ukazał się w „Nowej Fantastyce” po konkursie czytelniczym: Short stories po polsku. Kolejne opowiadania ukazały się w „Feniksie”, a ostatnie z nich w „Science-Fiction”. Przez dłuższy czas jego teksty drukowały „Romantyka” oraz „Sekrety Serca”.
Debiutem książkowym Dudka była wydana w 2006 roku powieść Króliczek. Powieść została wyróżniona w konkursie wydawnictwa Zysk i S-ka. W 2009 roku ukazała się druga książka jego autorstwa, Ostatnia awatara.